# جون تراسي
جون تراسي (بالإنجليزية: John Tracey)‏ هو لاعب كرة قدم أمريكية أمريكي، ولد في 27 يونيو 1933 في فيلادلفيا في الولايات المتحدة، وتوفي في 21 سبتمبر 1978.

## وصلات خارجية
- جون تراسي على موقع مرجع كرة القدم المحترفة.كوم (الإنجليزية)